# Cortodera ranunculi
Cortodera ranunculi är en skalbaggsart som beskrevs av Holzschuh 1975. Cortodera ranunculi ingår i släktet Cortodera och familjen långhorningar. Inga underarter finns listade i Catalogue of Life.